# Miltoniopsis vexillaria
Espèce
Miltoniopsis vexillaria (le nom de genre Miltoniopsis signifie "ressemblant à un drapeau") est une espèce d'orchidées épiphytes appartenant au genre Miltoniopsis. 

## La description
Les plantes sont vert pâle et environ 30 cm de hauteur. Les inflorescences sont d'environ 30 cm de long et portent jusqu'à quatre fleurs. Les grandes fleurs voyantes mesurent 5 cm sur 10 cm de large. Elles peuvent être roses, souvent avec des marges blanches sur les segments, ou blanches, parfois avec une couleur rose ou des rayures roses. La lèvre, qui a des marques jaunes à la base, est également marquée de rayures et de taches marron. Les fleurs sont très plates. 

## Distribution
Miltoniopsis vexillaria est présent dans des parcelles isolées de la région montagneuse centrale de la Colombie et sur les versants occidentaux de la Cordillère occidentale, dans le département d'Antioquia au nord et également plus au sud, dans le nord de l'Équateur. Il pousse sur les pentes des forêts de montagne à une altitude de 1000 à 2200 m   . 

## Culture
Miltoniopsis vexillaria est une espèce à croissance lente qui prospère dans un climat tempéré et sans gel. Elle doit être cultivée dans des conditions de lumière modérée avec des températures moyennes à chaudes et requiert une plage d'humidité de 50 à 90 %. Pendant les étés chauds, il faut arroser la plante tous les jours. 
En hiver, lorsque le temps est froid et terne, la plante doit être arrosée avec parcimonie, mais le support de culture ne doit pas se dessécher. Les températures hivernales ne doivent pas descendre en dessous de 10 °C, et une bonne ventilation est essentielle. 

## Découverte
Miltoniopsis vexillaria a été découverte pour la première fois en 1867 par le collectionneur de plantes victorien, David Bowman, envoyé en Amérique du Sud par James Veitch & Sons de Chelsea à Londres. Bowman fut incapable d'envoyer un échantillon vivant en Angleterre avant de mourir de dysenterie. Par la suite, d'autres collectionneurs de plantes, notamment Gustav Wallis et Benedikt Roezl, ont également découvert la plante mais le premier collectionneur à avoir réussi à l'introduire en Angleterre fut Henry Chesterton. En 1870, Harry Veitch avait envoyé Chesterton en Colombie avec l’instruction précise de localiser et de ramener en Angleterre l’« Odontoglossum écarlate » qui faisait tant parler et qui était tant désirée. Selon le compte rendu dans Hortus Veitchii :

« Fourni avec les informations les plus maigres sur l'habitat natal, longtemps gardé secret et enveloppé de mystère, Chesterton a commencé et n'a pas seulement réussi à découvrir la plante, mais l'a introduite en toute sécurité à Chelsea, où elle a fleuri pour la première fois en 1873. »

## Variétés et cultivars
Il existe de nombreuses variétés de M. vexillaria cultivées, notamment: 
- M. vexillaria var. Alba
- M. vexillaria var. Lambauenana
- M. vexillaria var. Leucoglossa
- M. vexillaria var. Daniela

## Synonymes
1. Odontoglossum vexillarium Rchb.f 1867
2. Miltonia vexillaria Rchb.f Nicholson 1884 – 88

## Philatélie
En septembre 2006, M. vexillaria figurait sur une série de timbres-poste émis par les autorités postales équatoriennes Aussi en timbre du Laos de 1985 de 3 kip laotien..  